# Arkivgatan

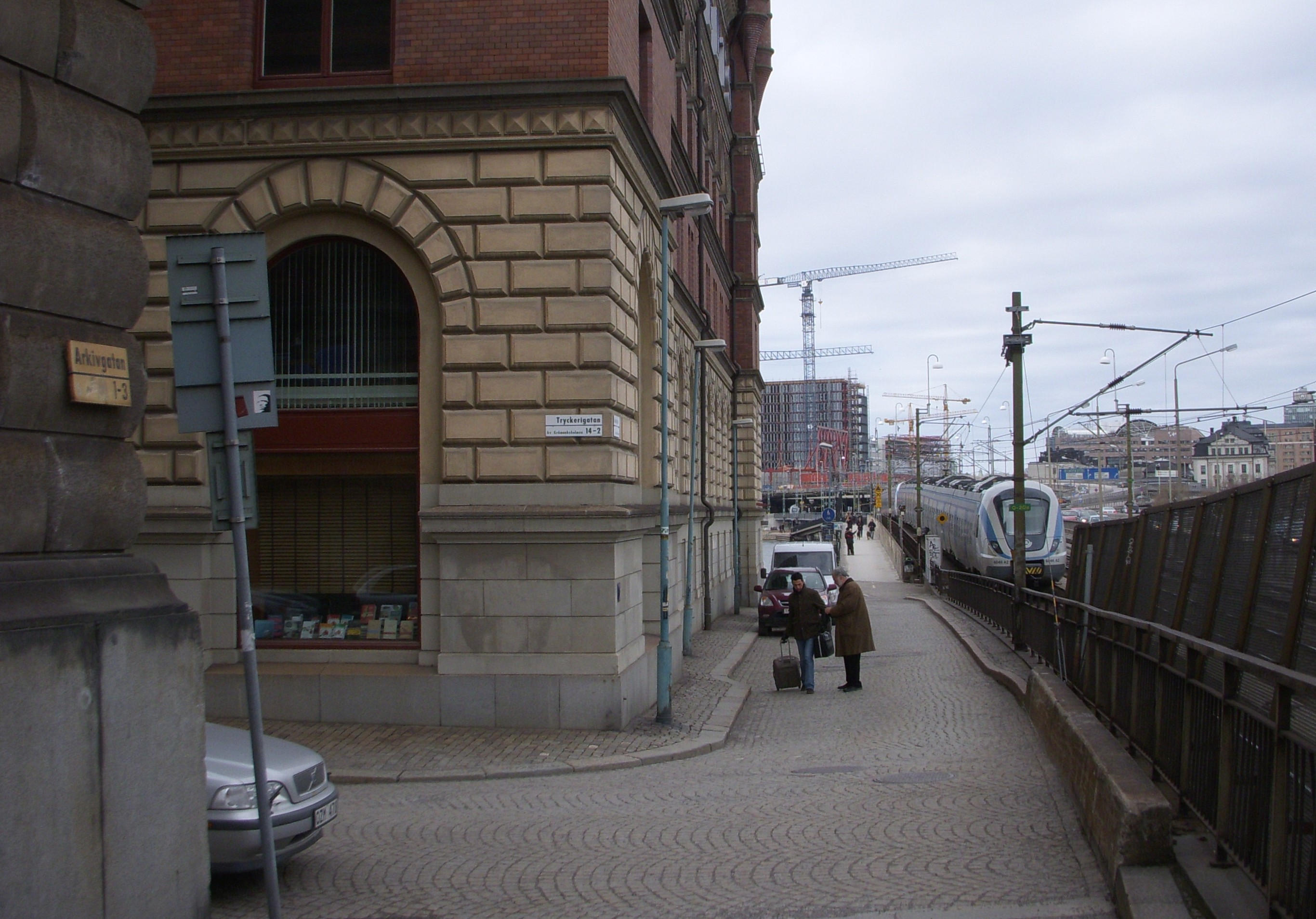
Arkivgatan mot norr, till vänster ligger Gamla riksarkivet och Norstedtshuset

Arkivgatan är en gata på Riddarholmen i Stockholm. Gatan leder i nord-sydriktning förbi Gamla riksarkivet och Norstedtshuset. På östra sidan gränser Arkivgatan till sammanbindningsbanan.
Namnet bestämdes 1886 och anknyter till Gamla riksarkivet som hade sin verksamhet här mellan 1890 och 1968. I samband med nybygget av Norstedtshuset för P.A. Norstedt & Söner önskade företaget att kvarter och gator i anslutning till deras tryckeri skulle ges namn. Några kvartersnamn blev det inte men Stadsfullmäktiges beredningsutskott föreslog gatunamnen Arkivgatan, Tryckerigatan och Riddarholmshamnen (sedan 1925 Norra Riddarholmshamnen).